# ダグ・デューシー
ダグラス・アントニー・デューシー（英語：Douglas Anthony Ducey、1964年4月9日 - ）は、アメリカ合衆国の政治家、実業家。アリゾナ州知事（第23代）、州財務長官（2011年-2015年）を歴任。実業界では、アリゾナ州スコッツデールに拠点を置くアイスクリームブランドのコールド・ストーン・クリーマリーCEOであった。
所属政党は共和党。2014年11月4日の州知事選挙に勝利し、翌年1月5日に就任した。2018年に再選を果たし、2期8年務めた。

## 生い立ち・学歴
1964年4月9日にオハイオ州トレドで生まれ育つ。出生名はダグラス・アントニー・ロスコー・ジュニア。母はメイデリン・スコット、父はダグラス・ロスコー・シニア。父はトレド市警察の元警察官であった。
両親の離婚後、1975年に母親が再婚した。しかし再婚相手のマイケル・デューシーとも1981年に離婚した。1976年にマイケル・デューシーがダグラスとその兄弟を養子とし、ダグラスはその苗字を受け継いだ。
1982年の高校卒業と同時にアリゾナ州へ引っ越し、アリゾナ州立大学へ入学。1986年に卒業した。

## 経歴

### 民間経験
大学卒業後、デューシーはプロクター・アンド・ギャンブル（P&G）に入社。営業とマーケティングを務めた。その後、1995年から2007年までコールド・ストーン・クリーマリーのCEOを務めた。彼とそのビジネスパートナーが会社を売却した際、コールド・ストーン社（1988年創業）はアメリカの他に世界10カ国で合計1400の拠点を有していた。カハラ社に売却後のフランチャイズ経営の失敗についての非難により、デューシーは同社の経営から退いた。
その後、2008年から2012年まではiメモリーズの主要株主となった。

### 州財務長官（2011年〜2015年）
2010年にディーン・マーティンの後任として州財務長官に選出。120億ドル以上の州資産を管理した。

## アリゾナ州知事（2015年 - 2023年）

### 2014年選挙

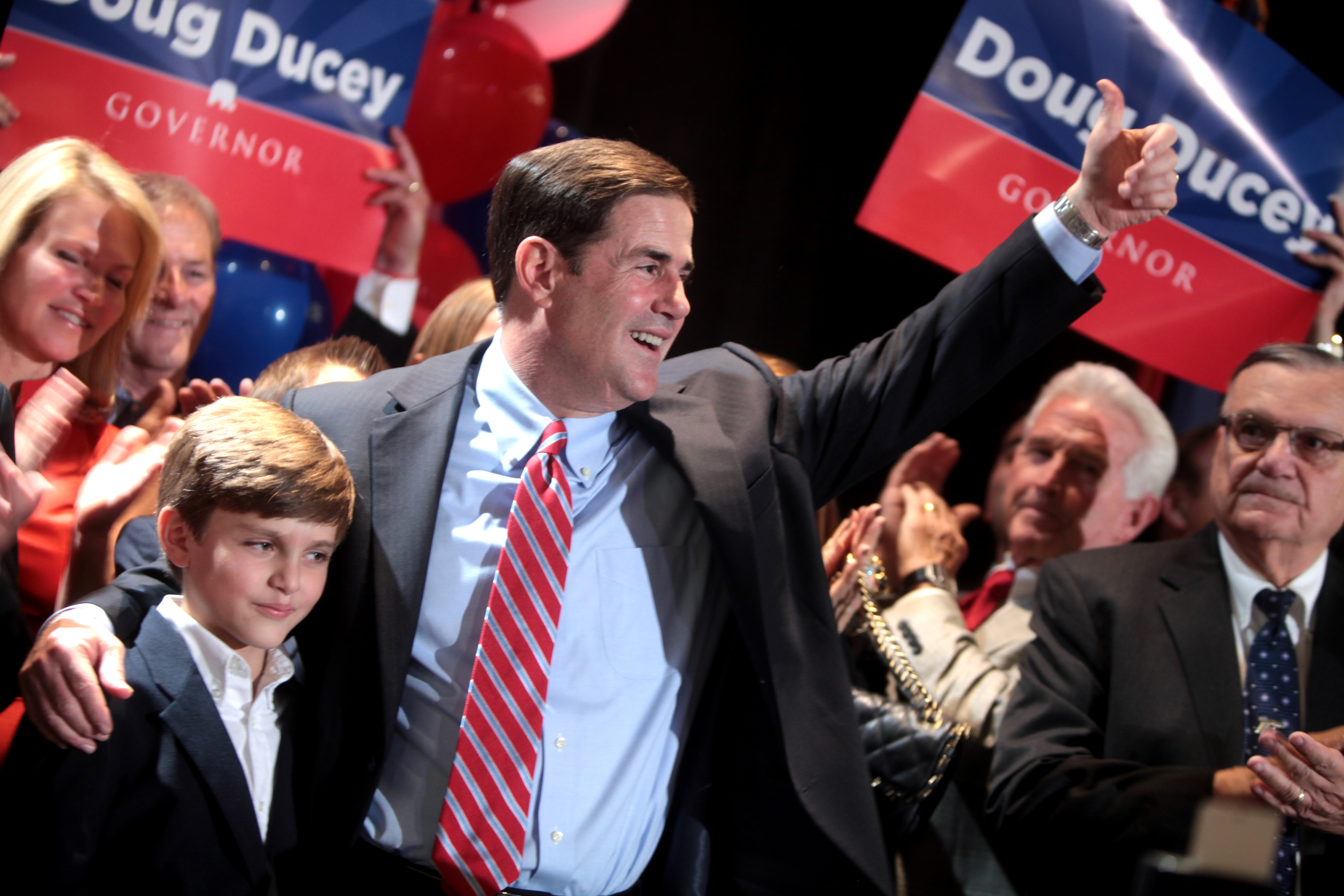
共和党の指名を正式に受諾したデューシー（2014年8月）

2013年7月から州知事への立候補の可能性について調査を始め、2014年2月19日にアリゾナ州フェニックスで開かれた大会において、デューシーは州知事選挙への立候補の意欲を正式に表明した。
予備選挙ではテッド・クルーズ上院議員や当時のウィスコンシン州のスコット・ウォーカー州知事など数多くの共和党指導者から支持を受けた。8月には予備選挙に勝利し、その後ジャン・ブリュワーやジョン・マケインからも支援を受けた。
11月4日に行われた本選挙では、民主党の候補であるフレッド・デュバルとリバタリアン党の候補であるバリー・ヘスを破り当選を果たした。
デューシーの選挙期間中は報道によってトレドに住む彼の従兄弟がオハイオ州で犯罪に関わっていることが明らかになった。しかし、捜査では彼がその犯罪に関与したり、利益を受けた証拠は見つからなかった。

### 在任中の実績

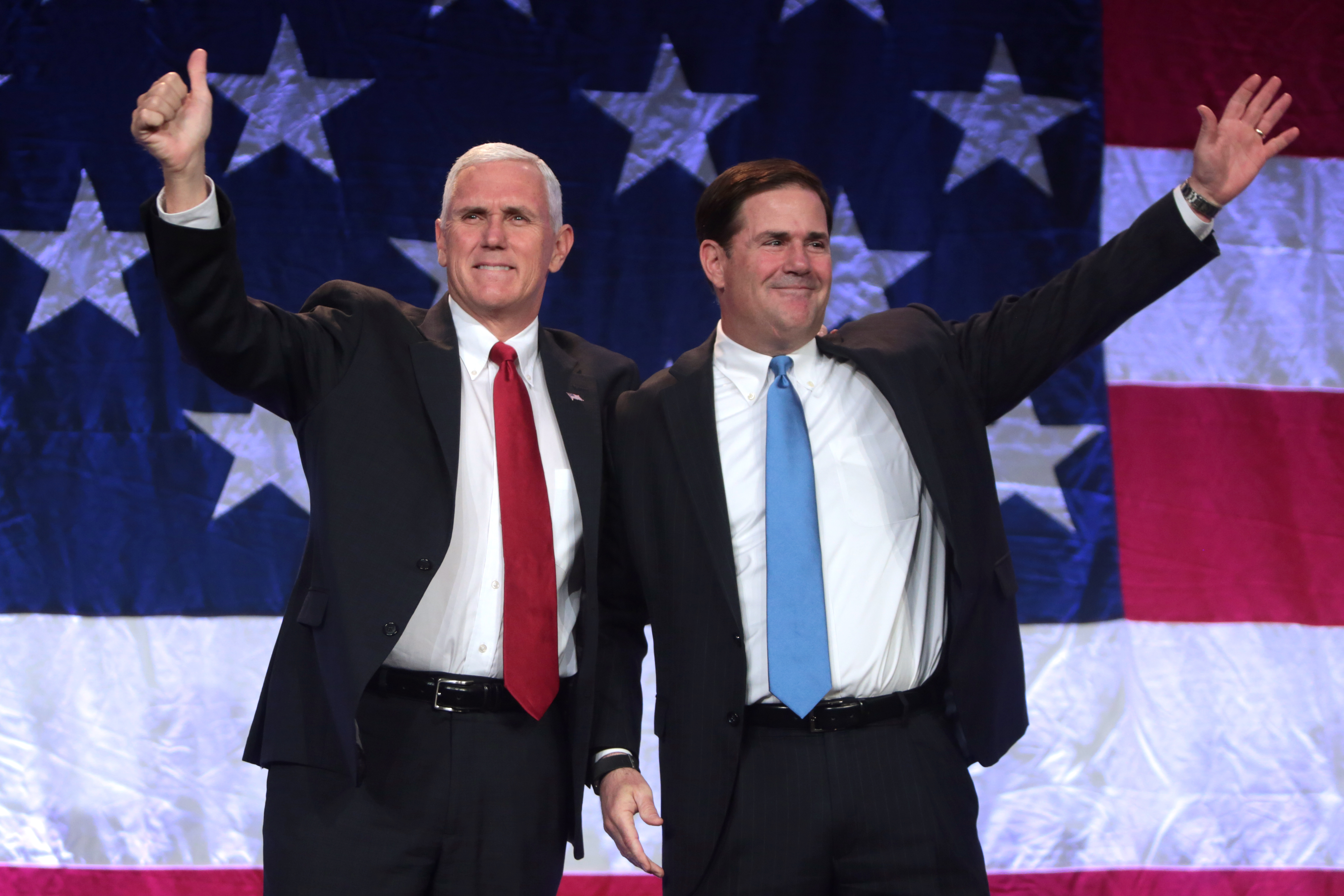
2016年アメリカ合衆国大統領選挙での共和党の大統領候補であるドナルド・トランプの選挙イベントで演説するデューシーと、当時インディアナ州知事であった副大統領候補のマイク・ペンス（2016年10月）

2015年1月5日に23代目アリゾナ州知事に就任。任期が始まってすぐ、予算削減のために州職員の採用を凍結した。同年3月、州予算を合計91億ドルに抑え、増税をすること無く15億ドルの財政赤字を解消した。それ以降も、財政赤字を出すこと無く予算編成を毎年続けている。
同年1月15日に高校生の卒業要件としてアメリカ合衆国市民権試験への合格を加える法案に署名した。これは、全米で初めての試みである。
3月30日には、最初の拒否権をHB2150法案に行使。この法案は動物愛護法を改正し、家畜を保護対象から外すことを目的としていた。また、警察官に対して交通検挙数のノルマを設定することを禁止するHB2410法案にも拒否権を行使した。

### 母体保護と医療保険制度改革
オバマ大統領による医療保険制度改革に反対し、次のように述べた。「オバマケアはアリゾナ州にとっての災厄であるため、私はそれを廃止して他の法案に置き換えたい。」2017年7月30日、アリゾナ・リパブリック紙はデューシーが上院議員ジェフ・フレークとジョン・マケインに対し、その法案を廃止させるように説得したと報じた。
2017年9月、デューシーはグラハム・キャシディ・ヘルスケア修正法案を発表。「オバマケアを置き換える最高の法案」と述べた。

### 南軍記念碑について
2017年8月、バージニア州シャーロッツビルで行われたユナイト・ザ・ライト・ラリー事件の後、記者から州の公立公園にある南軍記念碑を撤去するか質問され、それについては興味がないと述べた。一方で彼はクー・クラックス・クランやネオナチ等を非難し、「我々にとって重要なのは歴史を知ることであり、それを隠すことはすべきでない。」と述べた。